# Divisão N.º 2 (Manitoba)
A Divisão N.º 2 é uma das vinte e três divisões do censo da província de Manitoba no Canadá. A divisão está localizada entre a Região de Winnipeg e a Região do Vale do Rio Vermelho.